# Mésori
Dans l'Égypte antique, Mésori, signifiant la naissance de Rê, est le douzième mois du calendrier nilotique (basé sur la crue du Nil). C'est le quatrième mois de la saison Chémou.
Ce mois correspond à juin-juillet.
C'est au début de ce mois, qu'avait lieu le festival de Horus[réf. nécessaire].